# 伊拉塔伊斯角

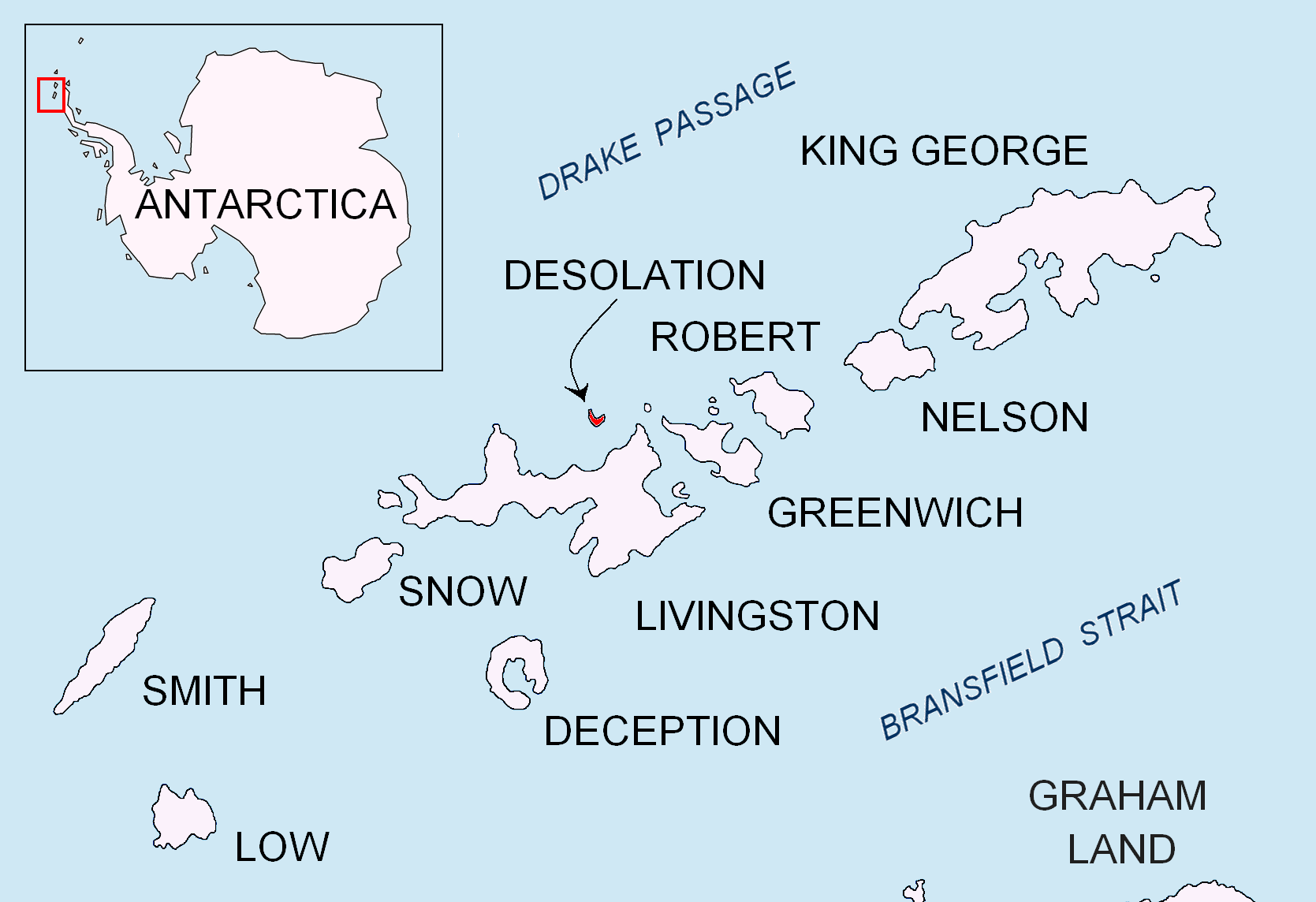

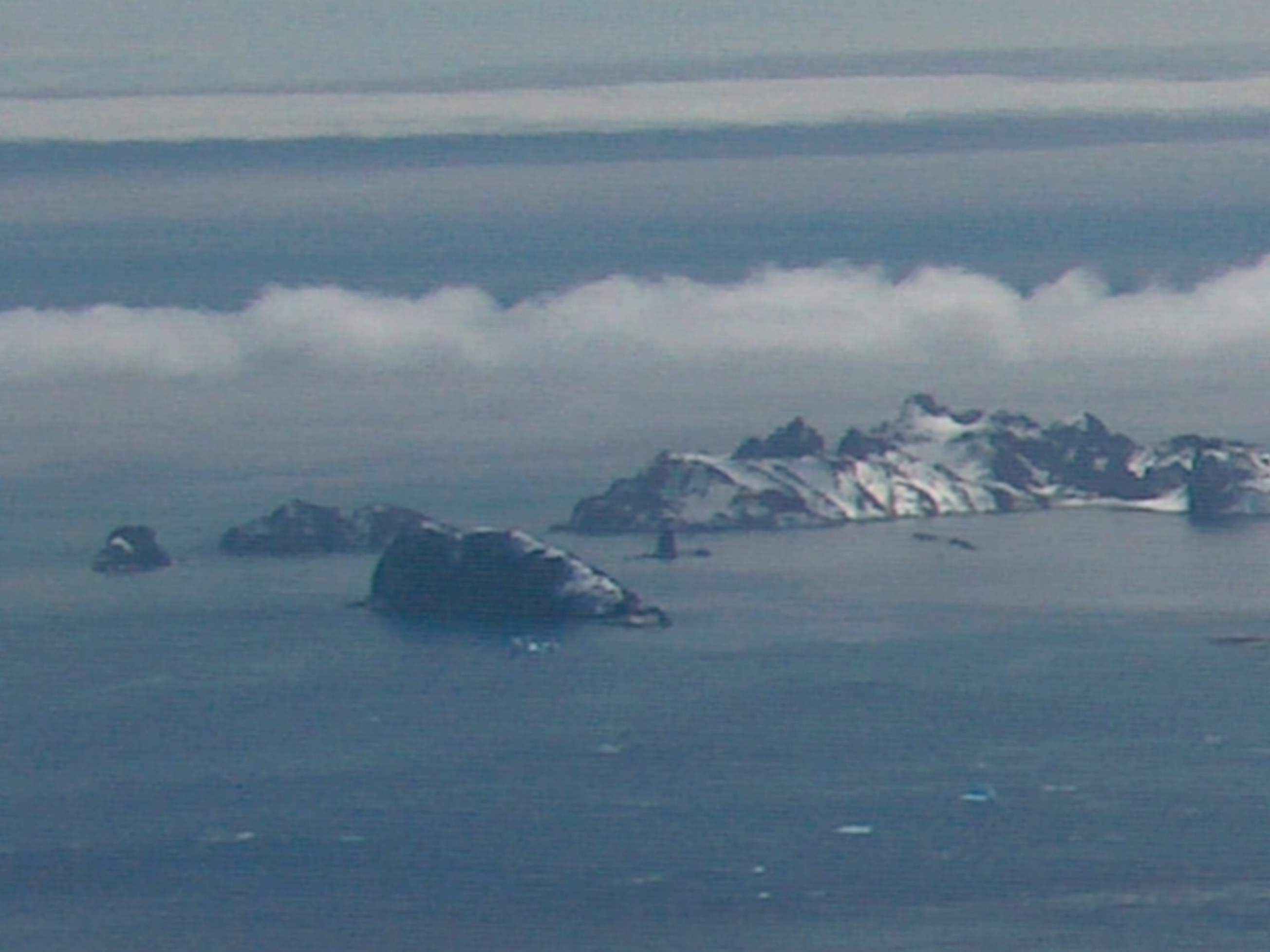

伊拉塔伊斯角是南極洲的海岬，位於德瑟萊申島南端，處於危險岬東南面3.33公里和威廉斯角西南面10.55公里，該海岬現時由南極條約體系管理。
62°28′10″S 60°20′16″W / 62.46944°S 60.33778°W

## 外部連結
- SCAR Composite Gazetteer of Antarctica（页面存档备份，存于）